# Зеленець (Любуське воєводство)
Зеленець (пол. Zieleniec, нім. Grünhölzel) — село в Польщі, у гміні Ясень Жарського повіту Любуського воєводства.
Населення — 57 осіб (2011).
У 1975-1998 роках село належало до Зеленогурського воєводства.

## Демографія
Демографічна структура станом на 31 березня 2011 року:
|          | Загалом | Допрацездатний вік | Працездатний вік | Постпрацездатний вік |
| -------- | ------- | ------------------ | ---------------- | -------------------- |
| Чоловіки | 33      | 6                  | 24               | 3                    |
| Жінки    | 24      | 5                  | 15               | 4                    |
| Разом    | 57      | 11                 | 39               | 7                    |